# 潘泰勒
潘泰勒（法語：Pointel，法語發音：[pwɛ̃tɛl] ⓘ）是法国奥恩省的一个市镇，属于阿让唐区。

## 地理
潘泰勒（48°42'0"N, 0°20'59"W）面积7.52 平方千米，位于法国诺曼底大区奧恩省，该省份为法国西北部内陆省份，北起顺时针与卡爾瓦多斯省、厄尔省、厄尔-卢瓦省、萨尔特省、马耶讷省和芒什省接壤。
与潘泰勒接壤的市镇（或旧市镇、城区）包括：圣安德烈-德布里尤兹、布里尤兹、利纽、勒梅尼勒-德布里尤兹、圣伊莱尔-德布里尤兹。

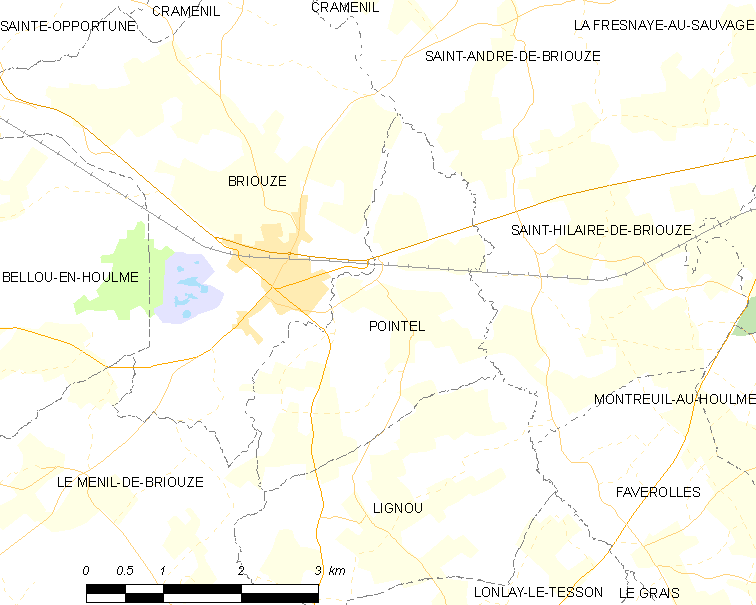
潘泰勒的OSM定位图

潘泰勒的时区为UTC+01:00、UTC+02:00（夏令时）。

## 行政
潘泰勒的邮政编码为61220，INSEE市镇编码为61332。

## 政治
潘泰勒所属的省级选区为阿蒂斯-瓦勒德鲁夫尔县。

## 人口

1962-2008年间潘泰勒人口变化图示

潘泰勒于2022年1月1日时的人口数量为305人。